# آرشي هارفي
آرشي هارفي (بالإنجليزية: Archie Harvey)‏ (3 نوفمبر 1992 بمونروفيا في ليبيريا - ) هو لاعب كرة قدم ليبيري في مركز الوسط. شارك مع منتخب ليبيريا لكرة القدم. أما مع النوادي، فقد لعب مع نادي موتالا ومايتي بارولي ‏ وMonrovia FC ‏ وNordvärmlands FF ‏.

## وصلات خارجية
- آرشي هارفي على موقع قاعدة بيانات كرة القدم.إي يو (الإنجليزية)